# Halyna Obleschtschuk
Halyna Jaroslawiwna Obleschtschuk (ukrainisch Галина Ярославівна Облещук, englisch Halyna Obleshchuk; * 23. Februar 1989 in Iwano-Frankiwsk, Ukrainische SSR, Sowjetunion) ist eine ehemalige ukrainische Leichtathletin, die sich auf das Kugelstoßen spezialisiert hat.

## Sportliche Laufbahn
Erste internationale Erfahrungen sammelte Halyna Obleschtschuk im Jahr 2011, als sie bei den Halleneuropameisterschaften in Paris mit einer Weite von 16,21 m in der Qualifikationsrunde im Kugelstoßen ausschied. Im Juli belegte sie dann bei den U23-Europameisterschaften in Ostrava mit 16,87 m den sechsten Platz. Im Jahr darauf verpasste sie bei den Hallenweltmeisterschaften in Istanbul mit 16,39 m den Finaleinzug und auch bei den Leichtathletik-Halleneuropameisterschaften 2013 in Göteborg kam sie mit 16,81 m nicht über die Vorrunde hinaus. Im August erreichte sie bei den Weltmeisterschaften in Moskau das Finale und belegte dort mit 18,08 m den siebten Platz. Im Jahr darauf schied sie bei den Hallenweltmeisterschaften in Sopot mit 16,74 m in der Vorrunde aus und 2015 belegte sie bei den Militärweltspielen in Mungyeong mit 15,96 m den fünften Platz. Im Jahr darauf schied sie bei den Europameisterschaften in Amsterdam mit 16,30 m in der Qualifikationsrunde aus und verpasste anschließend bei den Olympischen Sommerspielen in Rio de Janeiro mit 15,81 m den Finaleinzug. 2017 beendete sie dann ihre aktive sportliche Karriere im Alter von 28 Jahren.
In den Jahren von 2010 bis 2013 sowie 2015 und 2016 wurde Obleschtschuk ukrainische Meisterin im Kugelstoßen im Freien sowie 2011, 2012 und 2015 in der Halle.